# Prinz Eugen, der edle Ritter

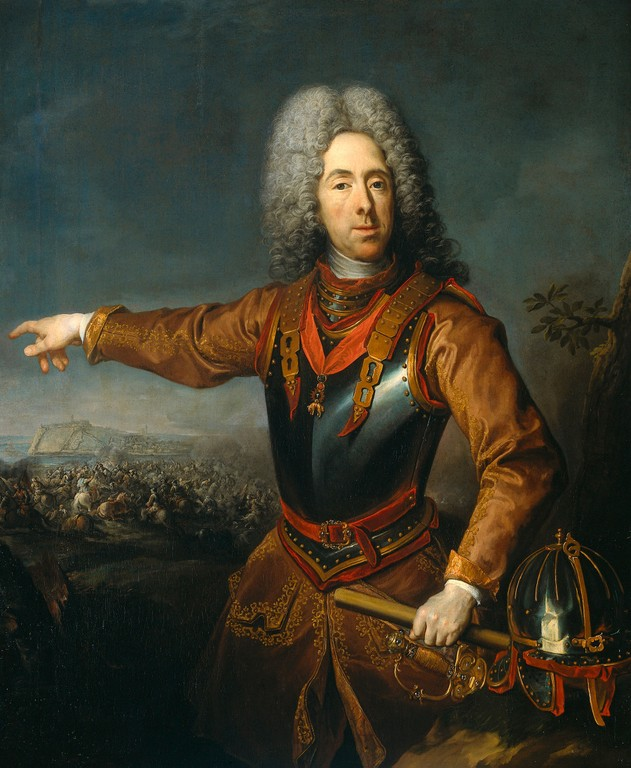
Prinz Eugen von Savoyen-Carignan, 1718

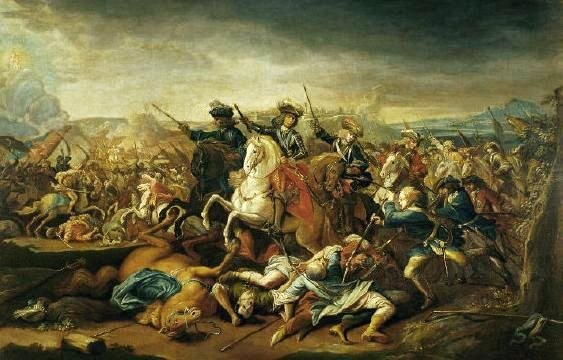
Auerbach: Der Prinz Eugen in der Schlacht von Belgrad, 1718

Das Volkslied Prinz Eugen, der edle Ritter (auch bekannt als Lied vom Prinzen Eugen, kurz auch Prinz Eugen) beschreibt die Belagerung und Einnahme der Stadt Belgrad durch Eugen von Savoyen, einen Feldherrn der Kaiserlichen Armee, im Jahr 1717 während des 6. Österreichischen Türkenkriegs. Die älteste bekannte Aufzeichnung des Lieds stammt aus einem 1719 begonnenen handschriftlichen Liederbuch. Der Textdichter ist unbekannt. Die Weise benutzt die Melodie des Liedes „Als Chursachsen das vernommen, dass der Turk vor Wien was kommen“ von 1683.

## Inhalt
In Balladenform gefasst, schildert das Lied die Vorgänge während der Schlacht, insbesondere die Pontonbrücke über die Donau, mit einigen faktischen Irrtümern, etwa in der dritten Strophe mit dem Datum 21. August anstelle des 16. Juni oder dem rätselhaften Tod eines „Prinzen Ludwig“ in den Strophen 8 und 9. Prinz Eugens älterer Bruder Ludwig Julius von Savoyen (1660–1683) war dreiundzwanzigjährig im Kampf gegen die Türken (bzw. Krimtataren) gefallen, jedoch nicht vor Belgrad 1717, sondern 1683 bei Petronell. Eugens ältester Bruder Louis Thomas von Savoyen-Carignan hingegen war als kaiserlicher Feldzeugmeister im Spanischen Erbfolgekrieg 1702 seinen Verletzungen erlegen. Möglicherweise dachte der Autor an Eugens Cousin und mehrmaligen Kampfgefährten Prinz Ludwig von Baden, den 1707 verstorbenen „Türkenlouis“. Außer dem Feldmarschallleutnant Fürst Joseph Anton Lobkowitz und dem Oberstleutnant Prinz Lamoral Taxis fiel bei Belgrad jedenfalls kein Mitglied eines fürstlichen Hauses.
Mitte des 19. Jahrhunderts ergänzte der Österreicher Anton Langer, ein Autor von Groschenromanen, die Ballade um drei weitere Strophen, in denen pathetisch der „Geist vom Prinzen“ angerufen wird.

## Text
1. Prinz Eugen, der edle Ritter,

wollt dem Kaiser wied’rum kriegen

Stadt und Festung Belgarad.

Er ließ schlagen einen Brukken,

daß man kunt’ hinüber ruckken

mit d’r Armee wohl für die Stadt.

2. Als der Brucken nun war geschlagen,

daß man kunnt mit Stuck’ und Wagen

frei passir’n den Donaufluß.

Bei Semlin schlug man das Lager,

alle Türken zu verjagen,

ihn’n zum Spott und zum Verdruß.

3. Am 21sten August so eben

kam ein Spion bei Sturm und Regen,

schwur’s dem Prinzen, und zeigt’s ihm an

daß die Türken futragiren, so viel,

als man kunnt verspüren,

an die 300,000 Mann.

4. Als Prinz Eugenius dies vernommen,

ließ er gleich zusammenkommen

sein’ General und Feldmarschall.

Er thät sie recht instrugiren,

wie man soll’t die Truppen führen,

und den Feind recht greifen an!

5. Bei der Parole thät er befehlen,

daß man sollt’ die Zwölfe zählen

bei der Uhr um Mitternacht.

Da sollt all’s zu Pferd aufsitzen,

mit dem Feind zu scharmomützen,

was zum Streit nur hätte Kraft.

6. Alles saß auch gleich zu Pferde,

Jeder griff nach seinem Schwerdte,

ganz still rückt man aus der Schanz;

die Musketier, wie auch die Reiter,

thäten alle tapfer streiten:

es war fürwahr ein schöner Tanz!

7. Ihr Konstabler auf der Schanze,

spielet auf zu diesem Tanze

mit Karthaunen groß und klein.

Mit den großen, mit den kleinen

auf die Türken, auf die Heiden,

daß sie laufen alle davon!

8. Prinz Eugenius auf der Rechten,

thät als wie ein Löwe fechten,

Als General und Feldmarschall.

Prinz Ludewig ritt auf und nieder:

halt’t euch brav, ihr deutschen Brüder,

greift den Feind nur herzhaft an!

9. Prinz Ludewig, der mußt aufgeben

seinen Geist und junges Leben,

ward getroffen von dem Blei.

Prinz Eugen war sehr betrübet,

weil er ihn so sehr geliebet,

ließ ihn bringen nach Peterwardein.

## Form
Die Ballade hat neun Strophen, jede Strophe hat 6 Verszeilen in vier Takten, die Verszeilen reimen sich in der Regel sehr grob nach dem Reimschema a a b a a b bzw.a a b c c b.

## Musik

Prinz Eugen, der edle Ritter, Melodie in der Taktierung von Friedrich Silcher (um 1860)

Musikalisch ist das Lied für ein deutsches Volkslied mit seiner „scheinbar schwankenden Rhythmik“ ungewöhnlich, eine Rhythmik, die jetzt nach Einführung der Taktstriche als Fünf-Viertel-Takt dargestellt oder aber wie von Friedrich Silcher als Wechsel von geradem 2/4- und ungeradem 3/4-Takt interpretiert werden kann. Ein solcher eigentümlicher Wechsel findet sich in der Volksmusik auch in den sogenannten „Zwiefachen“.
Vorbild für das Prinz-Eugen-Lied mag eine Spielart der aus Spanien stammenden Moriska gewesen sein, und zwar der altbairisch-oberpfälzische „Marskertanz“, der vom 15. bis zum 17. Jahrhundert auch im österreichischen Raum verbreitet war und mit geschwärzten Gesichtern (ital. moresca = Mohrentanz) getanzt wurde. In Wien war er besonders zur Zeit der zweiten Türkenbelagerung mit kräftigem, marschartigem Rhythmus beliebt. Der Liedsänger allerdings mag ein „Mann bayerischen Stammes“ gewesen sein und das Lied nicht, wie lange behauptet worden war, slawischen, sondern bairischen Ursprungs.

## Rezeption
Durch seine weite Verbreitung in der Bevölkerung hat das Lied Prinz Eugenius, der edle Ritter verschiedene weitere Lieder und musikalische Werke beeinflusst. Am bekanntesten ist das sogenannte, vermutlich im Vormärz 1845 entstandene Bürgerlied (Ob wir rote, gelbe Kragen). Schon 1824 schrieb Wilhelm Hauff das waffenstudentische Lied Brüder auf, erhebt die Klingen!, das heute auf diese Melodie gesungen wird. Auch die Prinz-Eugen-Märsche von Josef Strauss (op. 186) und des Böhmen Andreas Leonhardt (1800–1866) übernahmen die Melodie, letzterer auch in der Bearbeitung von W. Rusch.
Darüber hinaus sind zu nennen das Gedicht Morgen, Herr Bischer von Hoffmann von Fallersleben, für das als Melodie „Prinz Eugen“ angegeben wird, und das Kunstlied Prinz Eugen, der edle Ritter (op. 92) von Carl Loewe auf das gleichnamige Gedicht von Ferdinand Freiligrath, das die Volksliedmelodie zitiert. Bearbeitungen aus neuerer Zeit stammen von Max Reger (Kaiserliederbuch, 1915) für vierstimmigen gemischten Chor, Paul Hindemith: Sechs Variationen über das Lied „Prinz Eugen der Edle Ritter“ (op. 41; 1926), von dem Komponisten und NS-Kulturpolitiker Paul Graener: Variationen über Prinz Eugen (1939) und Theodor Berger: Legende vom Prinzen Eugen (op. 11, für großes Orchester, 1941).

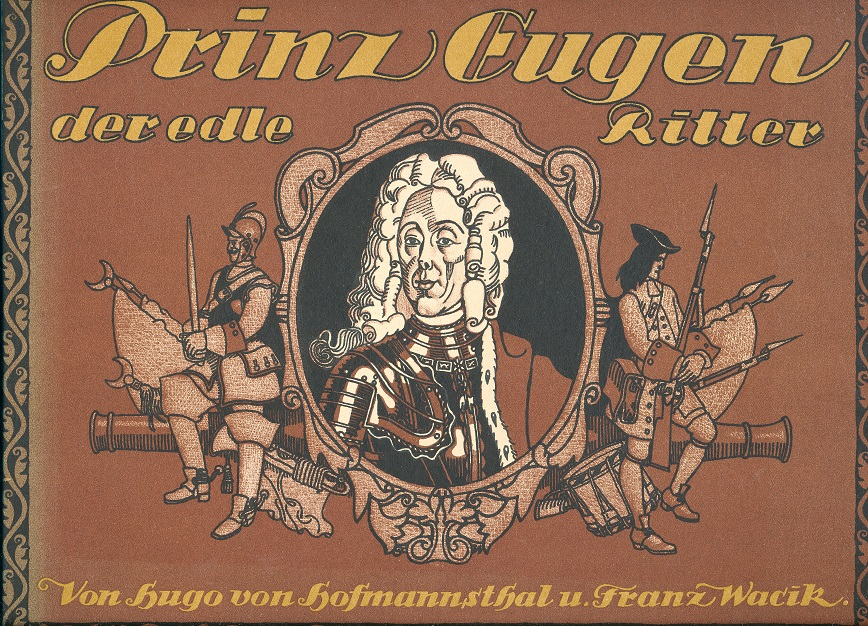
Hugo von Hofmannsthal, Franz Wacik: Prinz Eugen der edle Ritter, 1915

Durch die große Popularität sowohl von Eugen von Savoyen als auch des Liedes tragen auch zahlreiche literarische Werke den Titel Prinz Eugen, der edle Ritter. So brachte der Wiener Verlag Seidel 1915 ein von Hugo von Hofmannsthal verfasstes und von Franz Wacik illustriertes Kinderbuch mit dem Titel Prinz Eugen der edle Ritter. Sein Leben in Bildern heraus. Hofmannsthal nutzt in dem eher an Bibliophile als an Kinder gerichteten Buch Prinz Eugen als überzeitlichen Repräsentanten der militärischen Größe Österreich-Ungarns. Den das Buch abschließenden Liedtext unter der Überschrift „Prinz Eugens Geist ist immer dort, wo unsere Soldaten fechten und siegen“ begleitet eine Lithographie Waciks, die „die österreichisch-ungarischen Feldgrauen im Vormarsch mit der über ihnen sich abzeichnenden Silhouette des Prinzen Eugens zeigt“.
Elsabeth Großegger schreibt in ihrem Buch Mythos Prinz Eugen:

„Auch das populäre Lied vom edlen Ritter unterstützte die Tendenz, seine Person fast ausschließlich mit der Türkenerinnerung zu verbinden. Durch die Geschichtserzählung des ‚österreichischen Heldenzeitalters‘, das 1933 auch als Prinz Eugen’sches Zeitalter bezeichnet wurde, scheint Prinz Eugen im kulturellen Gedächtnis bis heute überwiegend mit seinen Siegen gegen die Osmanen verknüpft.“